# Pérignac (Charente)
Pérignac település Franciaországban, Charente megyében. Lakosainak száma 496 fő (2022. január 1.). Pérignac Bécheresse, Chadurie, Nonac, Voulgézac, Montmoreau és Coteaux-du-Blanzacais községekkel határos.

## Népesség
A település népessége az elmúlt években az alábbi módon változott:
| Lakosok száma | 501  | 430  | 475  | 518  | 514  | 470  | 462  | 483  | 494  | 496  |
|               | 1968 | 1982 | 1990 | 2006 | 2013 | 2015 | 2017 | 2019 | 2020 | 2022 |